# Saint-Maurice-sur-Fessard
Saint-Maurice-sur-Fessard ist eine französische Gemeinde im Département Loiret in der Region Centre-Val de Loire. Sie gehört zum Arrondissement Montargis und zum Kanton Montargis. Saint-Maurice-sur-Fessard hat eine Fläche von 1.538 Hektar und zählt 1.144 Einwohner (Stand: 1. Januar 2022), die Saint-Mauriciens und Saint-Mauriciennes genannt werden.

## Geographie
Saint-Maurice-sur-Fessard liegt etwa 54 Kilometer ostnordöstlich von Orléans am Fluss Bézonde, der hier in den Huillard mündet. Umgeben wird Saint-Maurice-sur-Fessard von den Nachbargemeinden Moulon im Norden und Nordwesten, Villevoques im Norden, Pannes im Osten und Nordosten, Chevillon-sur-Huillard im Süden und Südosten sowie Villemoutiers im Westen.

## Bevölkerungsentwicklung
| Jahr                       | 1962 | 1968 | 1975 | 1982 | 1990 | 1999 | 2006 | 2018 |
| Einwohner                  | 752  | 702  | 689  | 772  | 784  | 887  | 1084 | 1169 |
| Quellen: Cassini und INSEE |      |      |      |      |      |      |      |      |

## Sehenswürdigkeiten
- Kirche Saint-Maurice aus dem 12. Jahrhundert mit Erweiterungen im 15. Jahrhundert, seit 2010 als Monument historique eingeschrieben

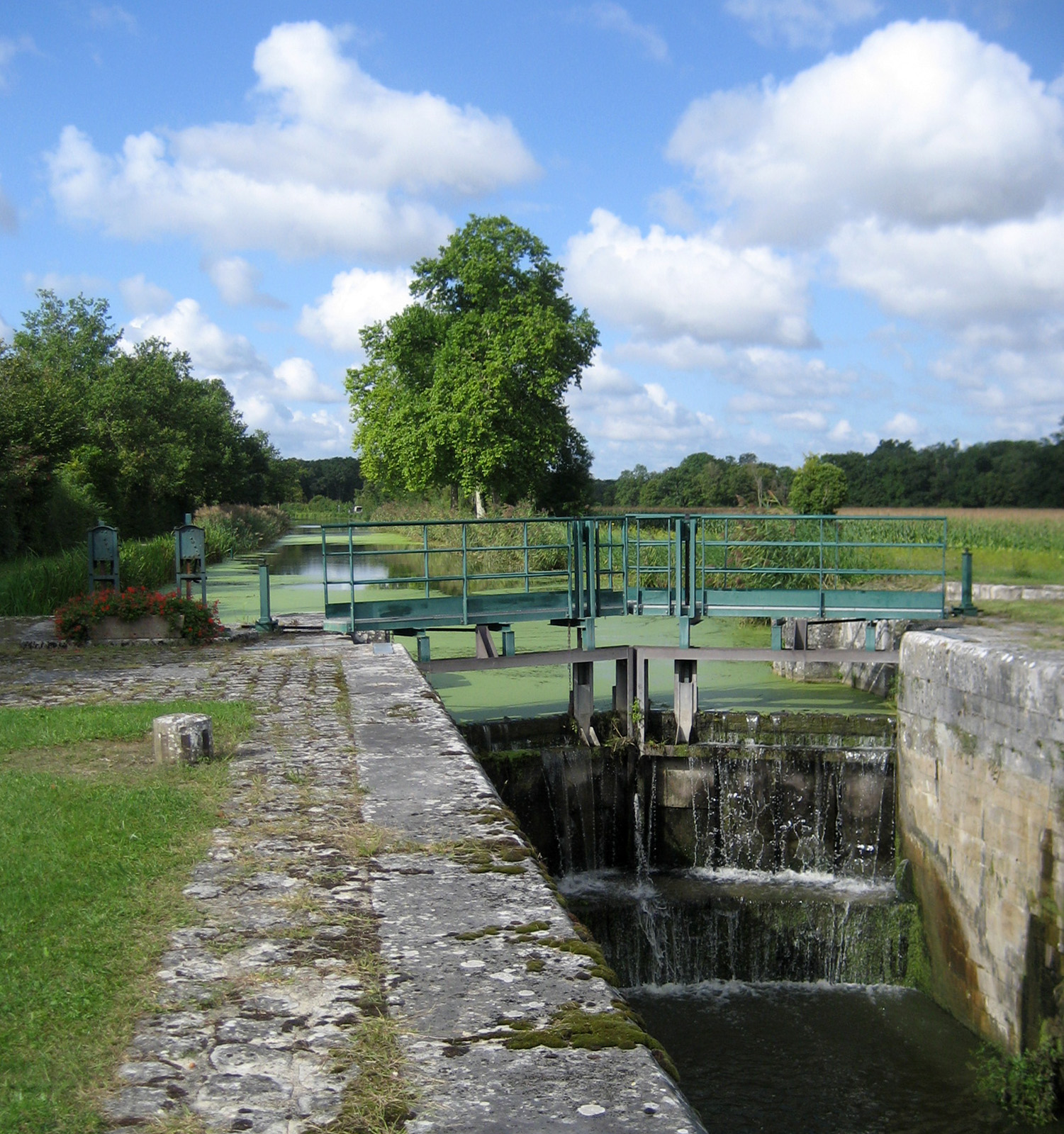
Schleuse am Canal d’Orléans
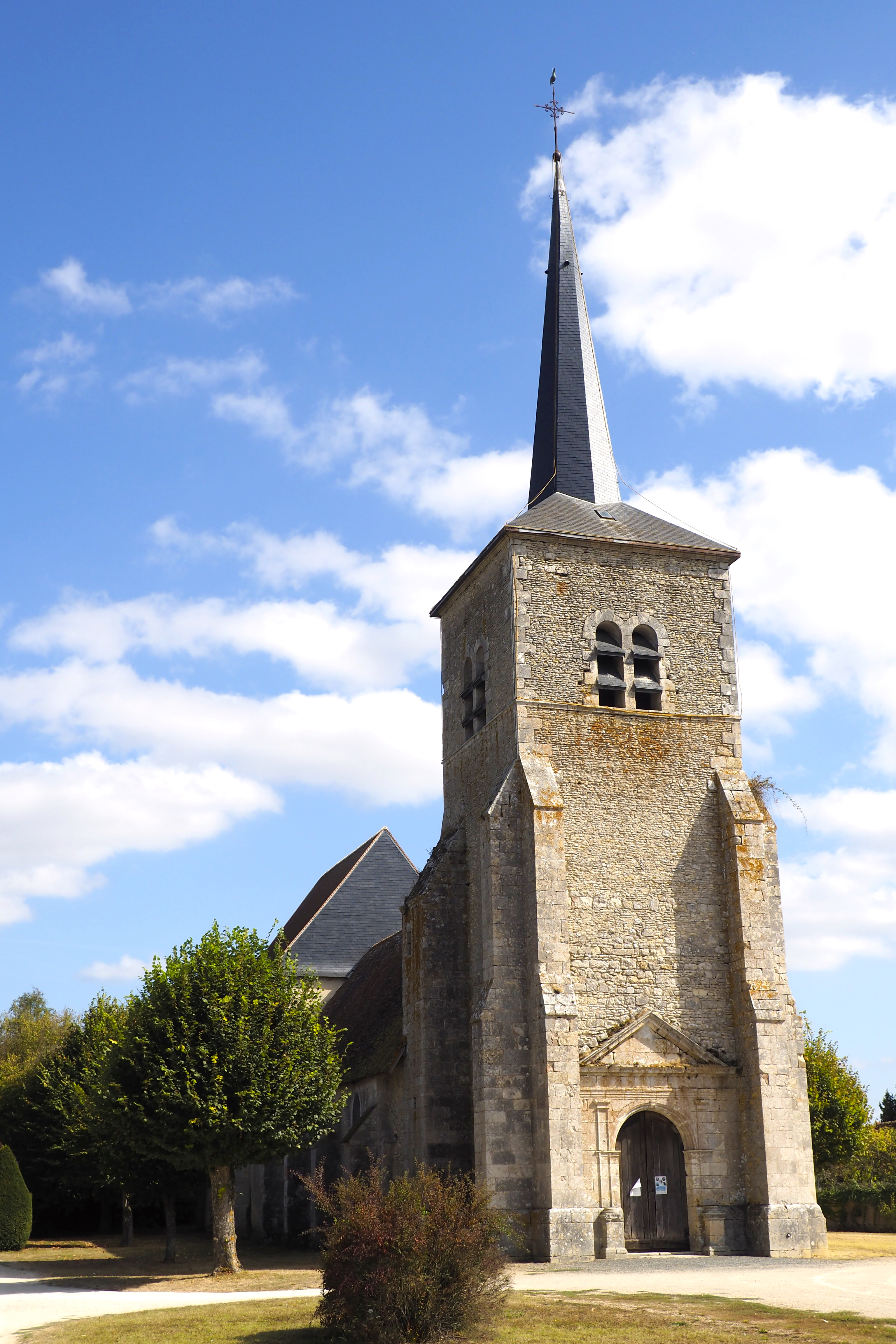
Kirche Saint-Maurice